# Osaka
Osaka, Osaca ou Ósaca (em japonês 大阪市, se lê Ōsaka-shi, pronuncia-se AFI: [oːsa̠ka̠.ɕi]), é uma cidade japonesa localizada na província de mesmo nome.
Com uma população estimada em 2 649 601 habitantes (2010) é a terceira cidade mais populosa do Japão, atrás somente de Iocoama e da capital, Tóquio. Localiza-se na região de Kansai, no sul da ilha de Honxu. Forma com as cidades periféricas de Cobe e Quioto (e respectivas regiões metropolitanas) uma aglomeração urbana de 17,4 milhões de habitantes. Originalmente fundada durante a Era Edo, está entre as cidades mais antigas do país, havendo vestígios de palácios imperiais desde o século IV, incluindo o mundialmente famoso Ōsaka-jō (ou "Castelo de Osaka", em tradução para o português), erguido no século XVI e um dos mais importantes símbolos da cidade.
Considerado o segundo mais importante centro financeiro do Japão, sendo superado somente por Tóquio, está entre os maiores centros de negócios e finanças do planeta. Sua região Metropolitana, conhecida como "Keihanshin", é a segunda mais importante do país (atrás apenas, mais uma vez, da de Tóquio) em termos financeiros, e seu Produto Interno Bruto (PIB) está estimado em US$390 bilhões, o 9o maior do mundo (segundo dados de 2008).
Historicamente um importante centro comercial do Japão, Osaka possui um importante papel como um dos principais e mais desenvolvidos centros de comando para a economia asiática. Centro de uma aglomeração urbana, a população da cidade de Osaka aumenta, em dias úteis, durante o dia, de 2,6 para cerca de 3,7 milhões de habitantes (2010; fazendo com que a cidade, durante esse período figure como a segunda mais populosa do país, superada somente pela capital Tóquio e superando Iocoama), em razão das mais de 1,1 milhão de pessoas que se deslocam de cidades periféricas ou próximas para trabalhar ou estudar. Durante a Era Edo, costumava ser referido como a "Cozinha da Nação" (天下 の 台所, em japonês) porque era o centro nacional do comércio de arroz, e de armazenamento de peixes e grãos.

## Etimologia
"Osaka" significa, literalmente, "monte grande" ou "ladeira grande". Não é claro quando este nome ganhou destaque em lugar de Naniwa (na grafia mais comum, 難波), antigo nome da cidade, mas o mais antigo uso do nome remonta a um texto de 1496. Osaka (大阪) antigamente era escrito usando um segundo diferentes como kanji (大 坂), antes de 1870; A escrita antiga ainda está em muito limitado uso para enfatizar a história, mas o kanji segundo (阪) é hoje universalmente considerado referindo-se somente a cidade de Osaka e província, a fim de distinguir de homônimos em outras províncias japonesas.

## História

### Da pré-história ao Período Kofun

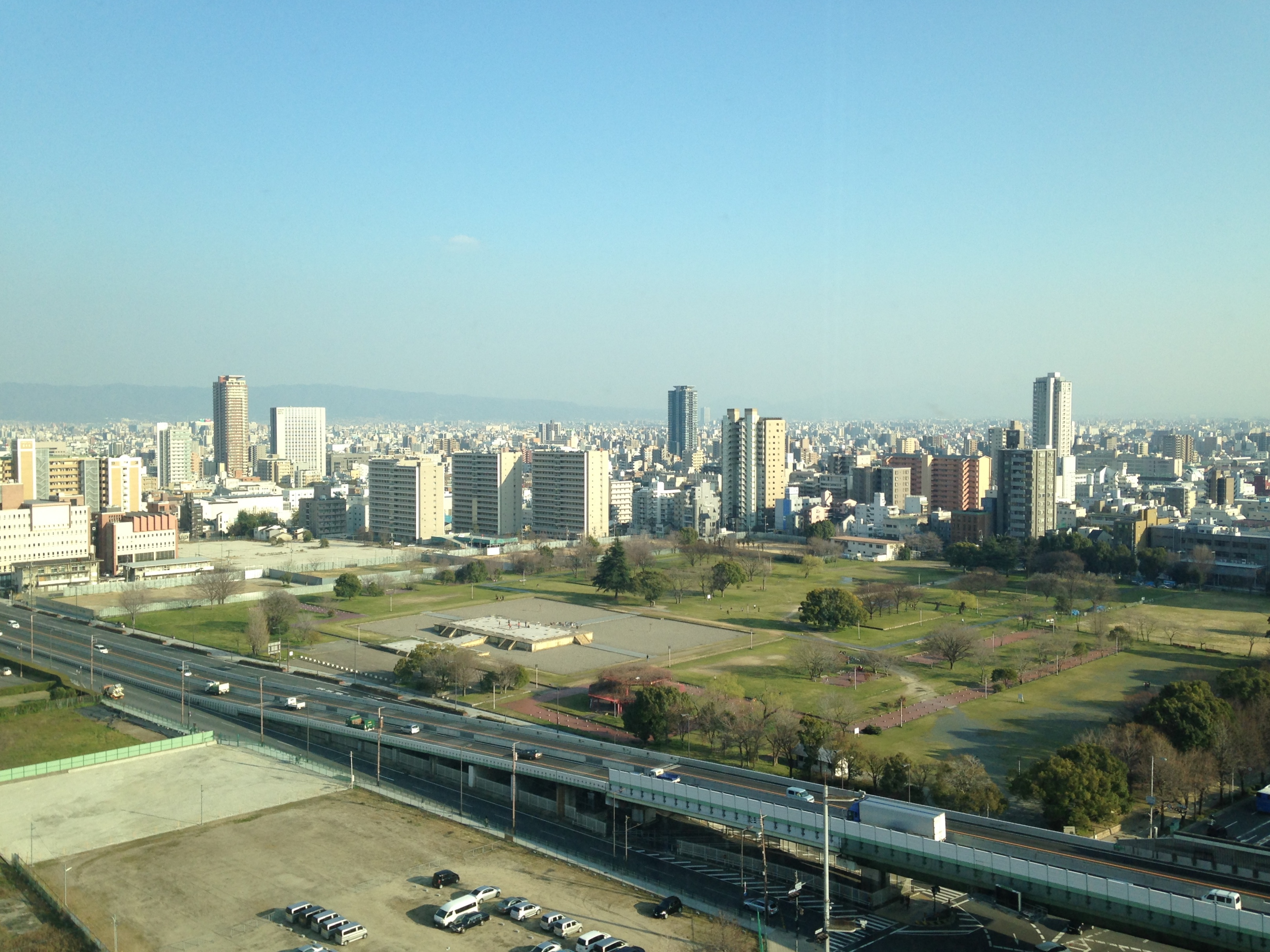
Local onde ficava o antigo palácio de Naniwa Nagara-Toyosaki, construído pelo imperador Kotoku.

Alguns dos primeiros sinais de habitação na área aonde hoje se encontra Osaka foram encontrados no século XIX que incluiam esqueletos humanos datados dos séculos V e VI a.C.; Acredita-se que o que é hoje a área ocupada pela cidade consistiu em uma terra peninsular. Durante o período Yayoi, que se estendeu de 300 a.C. até 250 d.C., a habitação permanente nas planícies cresceu como o cultivo de arroz e cannabis. Por volta de 500 d.C., durante o período Kofun, Osaka desenvolveu-se um importante porto que ligava a região à parte ocidental do Japão.
Em 645 d.C., o Imperador Kōtoku construiu seu palácio, conhecido como Naniwa Nagara-Toyosaki, em Osaka, tornando esta área da capital do império. O lugar que se tornou a cidade moderna foi por este tempo chamado Naniwa. Este nome, e formas derivadas, estão ainda em uso para os distritos no centro de Osaka, como Naniwa (浪 速) e Namba (难 波). Embora a capital foi transferida para Asuka (conhecida como Nara hoje) em 655 d.C., Osaka permaneceu um conexão vital, por terra e mar, entre a Yamato (hoje Prefeitura de Nara).
Em 744 d.C., Osaka mais uma vez se tornou a capital, por ordem do Imperador Shomu. Osaka deixou de ser a capital, porém, no ano seguinte, quando a Corte Imperial voltou para Heijo-kyo (hoje, Nara). A função portuária foi gradualmente tomando por terras vizinhas até o final do período de Nara, mas permaneceu como um importante centro urbano entre Heian-kyo (Quioto hoje) e outros destinos.

### Heian ao período Edo

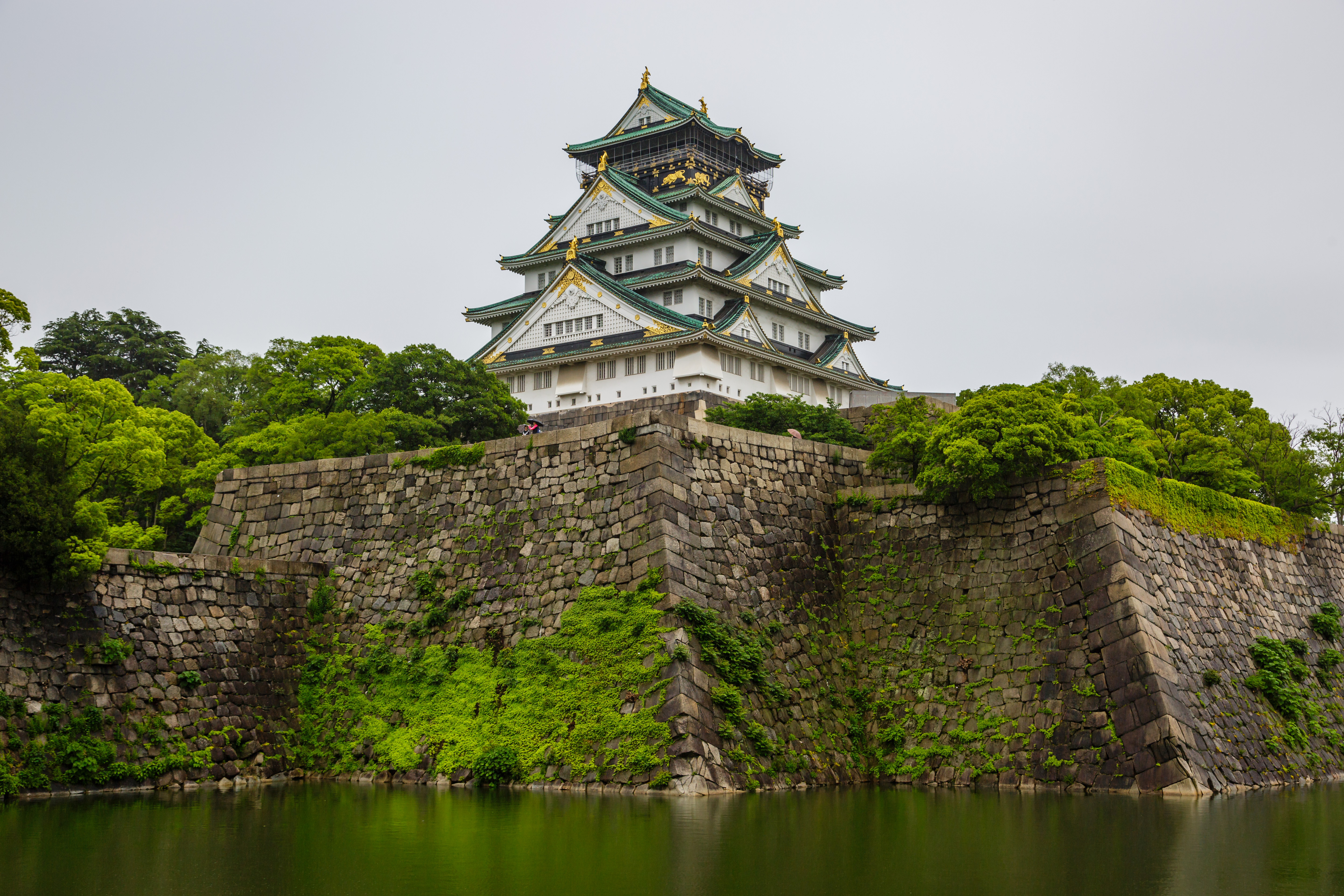
Castelo de Osaka

Osaka foi, durante muito tempo, o mais importante centro financeiro do país, com uma grande porcentagem da população pertencente à classe dos comerciantes. Ao longo do período Edo (1603–1867), Osaka se tornou uma das principais cidades do Japão e voltou ao seu antigo papel como um porto movimentado e importante. Sua cultura popular foi estreitamente relacionado com ukiyo-e descrições da vida em Edo. Por volta de 1780 Osaka possuia uma vibrante vida cultural, como tipificado por seus teatros Kabuki famosos e teatros de marionetes bunraku.
Em 1837, Oshio Heihachiro, um samurai de baixa patente, liderou uma insurreição camponesa, em resposta à falta de vontade da cidade para apoiar a muitas famílias pobres e sofredores na área. Cerca de um quarto da cidade foi arrasada pelo embate entre as forças rebeldes e as do governo local. Osaka foi aberto ao comércio exterior pelo governo do Bakufu, ao mesmo tempo como Hyogo (Cobe moderna) em 1 de janeiro de 1868, pouco antes do advento da Guerra Boshin e da Restauração Meiji.

### Osaka moderna

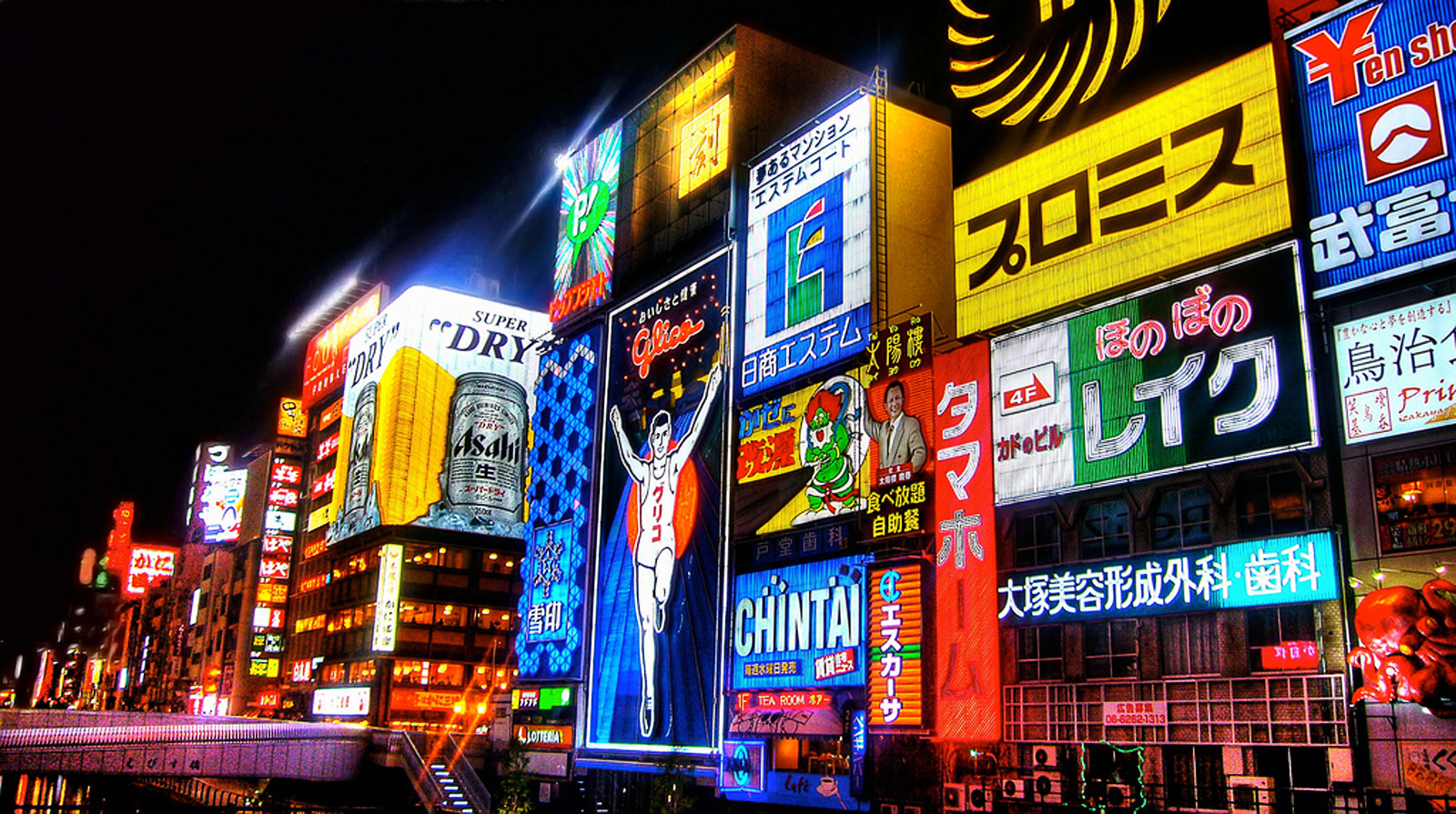
Distrito de Dotonbori à noite

A cidade de Osaka foi criada em 1889 pelo governo local, com uma área inicial de 15 km². Depois, a cidade passou por três grandes expansões para atingir seu tamanho atual de 225 km².
Osaka foi o centro industrial mais claramente definido no desenvolvimento do capitalismo no Japão, a rápida industrialização atraiu muitos imigrantes coreanos. O sistema político era pluralista, com uma forte ênfase na promoção da industrialização e modernização. A alfabetização e o sistema educacional expandiram-se rapidamente, produzindo uma classe média com um gosto pela literatura e disponibilidade para apoiar as artes.
Tal como os seus homólogos europeus e americanos, Osaka possui favelas, desemprego e pobreza. No Japão, foi aqui que um governo municipal introduziu pela primeira vez um sistema abrangente de assistência aos pobres, copiados em parte a partir de modelos britânicos. Formuladores de políticas em Osaka salientaram a importância da formação da família e da assistência mútua como a melhor maneira de combater a pobreza. Isso minimizou o custo dos programas de bem-estar.
A devastação da Segunda Guerra Mundial foi enorme. Muitas pessoas fugiram e a maioria dos distritos industriais foram severamente danificados. No entanto, a infra-estrutura da cidade fora reconstruída rapidamente após 1945 e recuperou seu status como um importante centro industrial, urbano e financeiro que ocupa hoje.

## Geografia e clima

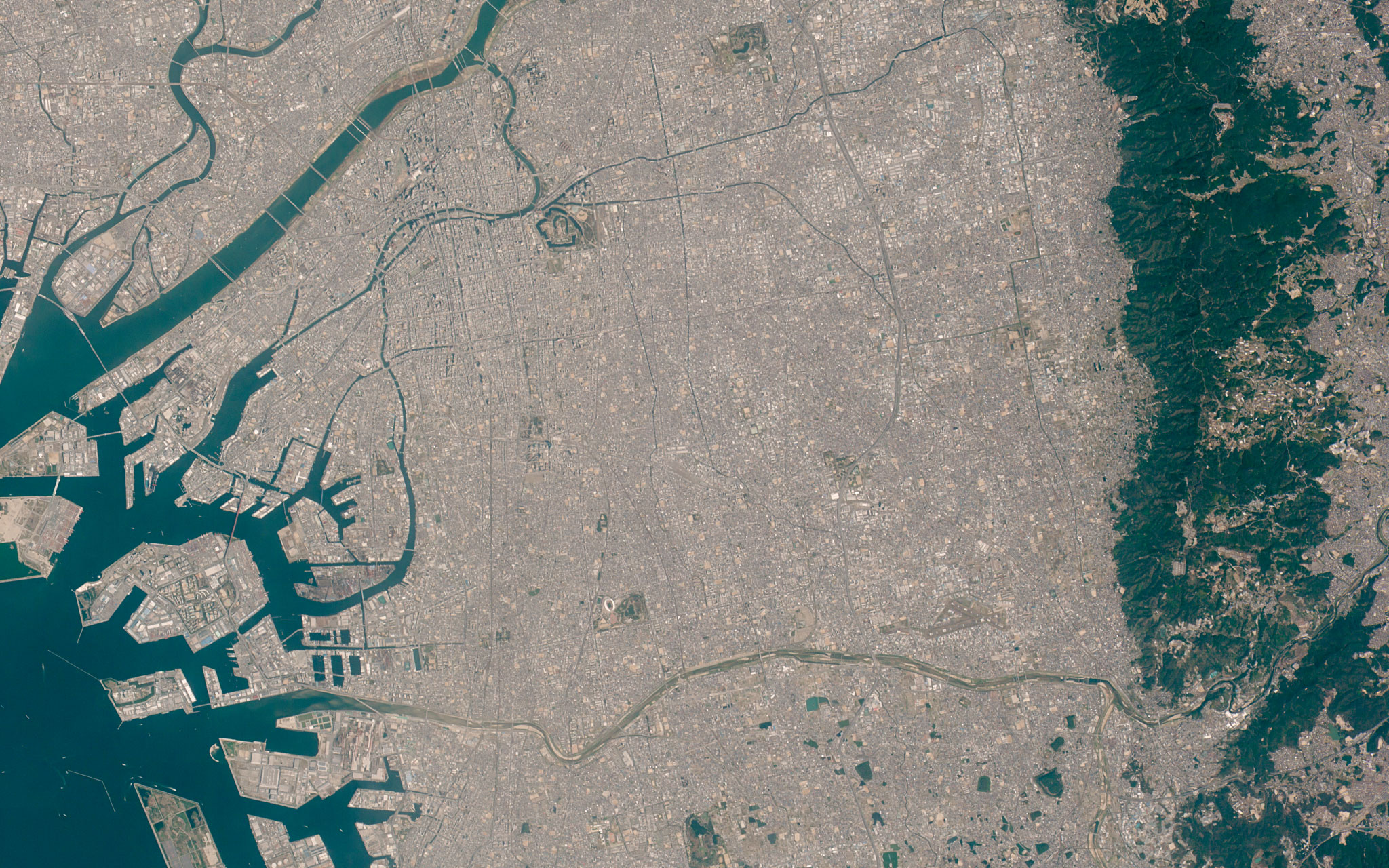
Imagem aérea da cidade

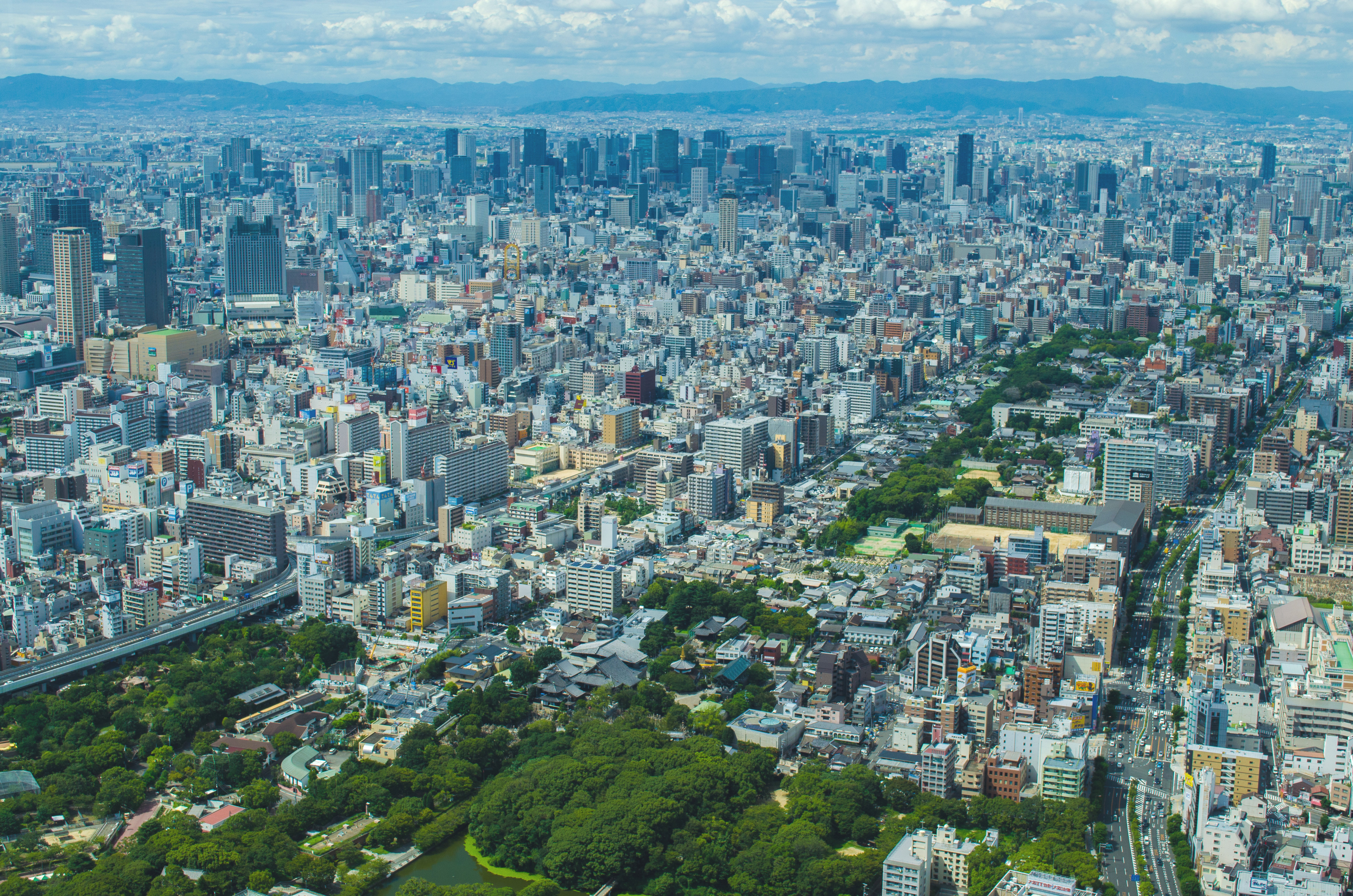
Vista panorâmica da região central da cidade

### Geografia
A cidade de Osaka localiza-se a oeste da Baía de Osaka. É completamente cercada por mais de dez cidades menores, todos elas na Prefeitura de Osaka, com uma exceção da cidade Amagasaki, pertencente à Prefeitura de Hyogo, a noroeste. A cidade ocupa uma área maior (cerca de 13%) do que qualquer outra cidade ou vila dentro da Prefeitura de Osaka. Quando Osaka foi criada em 1889, a cidade ocupava aproximadamente 15 km² — o que hoje são os bairros de Chuo e Nishi, localizados ao norte da atual Osaka —, e se transformou hoje 223 km² (2010) ao longo de várias expansões. O maior salto foi em 1925, quando 126 km² (ou 31,1 mil hectares) foram anexados oficialmente a área da cidade. O ponto mais alto em Osaka está na Tsurumi-ku a 375 m acima do nível do mar, e o ponto mais baixo fica na área portuária de Nishiyodogawa-ku, com -2,2 m abaixo do nível do mar.

### Clima
A cidade Osaka pertence à zona climática japonesa de subtropical úmido, com as quatro estações definidas. Os invernos são geralmente ligeiros, e a cidade raramente vê neve durante o mesmo. A Primavera em Osaka começa leve, mas acaba por ser quente e úmido. Ela também tende a ser mais chuvosa estação de Osaka, com fortes chuvas sendo registradas entre abril e junho. Os verões são muito quentes e úmidos. Nos meses de julho e agosto, a temperatura média diária se aproxima de 35 °C, enquanto que as temperaturas médias noturnas geralmente variam em torno de 25 °C.

## Demografia

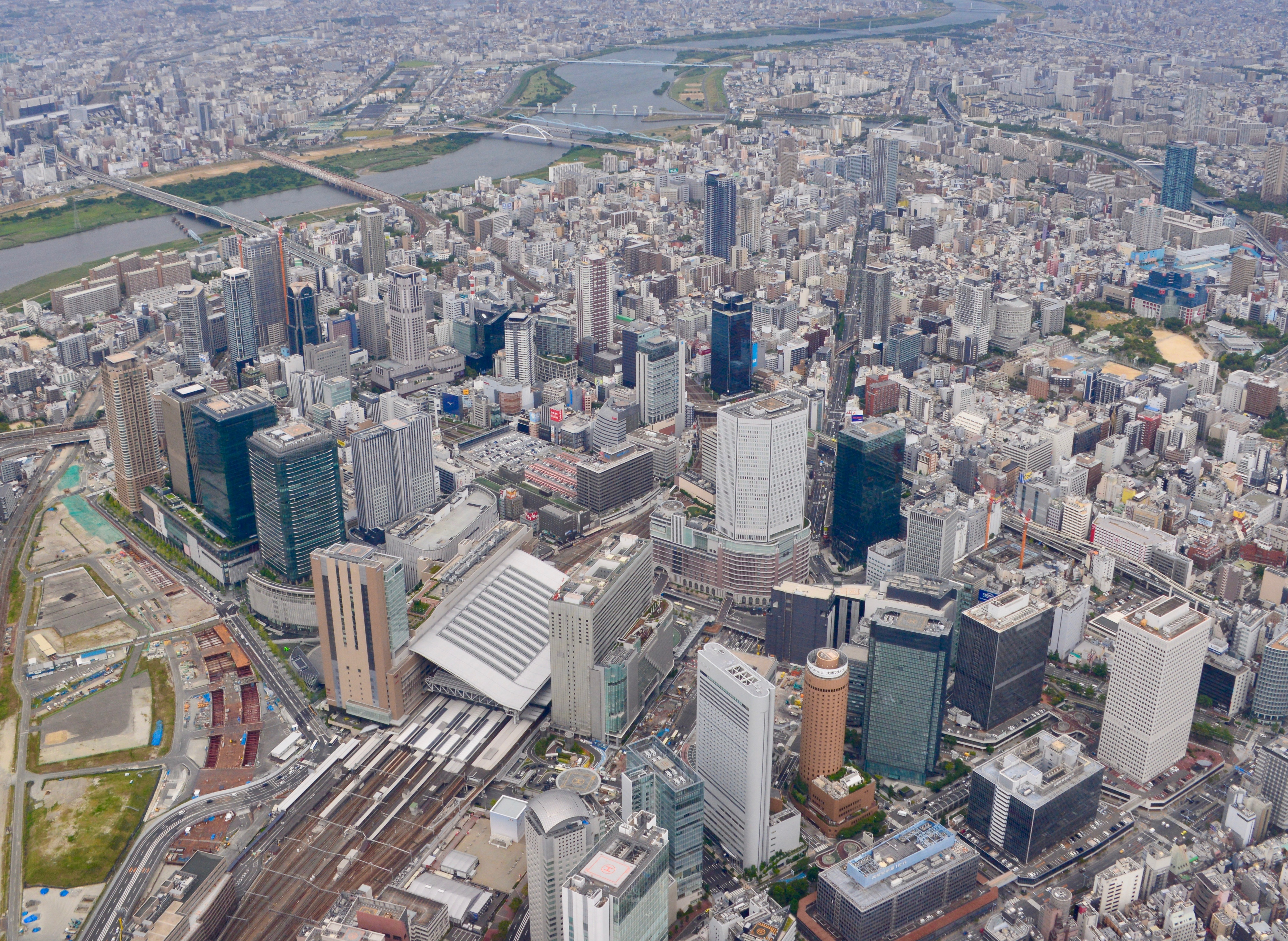
Vista aérea do centro da cidade

De acordo com o censo realizado pelo governo japonês de 2005, havia 2 628 811 residentes fixos em Osaka, um aumento de 30 037 habitantes (ou 1,2%), em relação ao Censo do ano 2000. Ainda segundo dados de 2005, há 1 280 325 famílias vivendo nos limites da cidade, com uma média de 2,1 pessoas por domicílio. A densidade de população era 11 836 pessoas por km².
O grande terremoto de Kanto, ocorrido em 1924, causou uma migração em massa para Osaka entre as décadas de 1920 e 1930, e a cidade se tornou a maior cidade do Japão em 1930 com 2.453 573 de pessoas, superando até mesmo Tóquio, que tinha na época uma população de 2 370 913. A população chegou a 3 252 340 em 1940, e teve um pico pós-guerra de cerca de 4 000 000 em 1965, mas, desde então, vem diminuindo, pois muito dos habitantes da cidade foram se mudando para cidades da região metropolitana, ou próximas a elas, devido a melhora da qualidade de vida do país a partir da segunda metade do século XX.
Em 2007, havia cerca de 100 mil estrangeiros registrados legalmente como residentes na cidade, sendo, naquele ano, os dois maiores grupos: coreanos (pouco mais de 71 mil) e chineses (11,8 mil). Ikuno, distrito ao norte da cidade, é o lar de uma das maiores populações de residentes coreanos legais no Japão, com 27,4 mil pessoas.

## Política

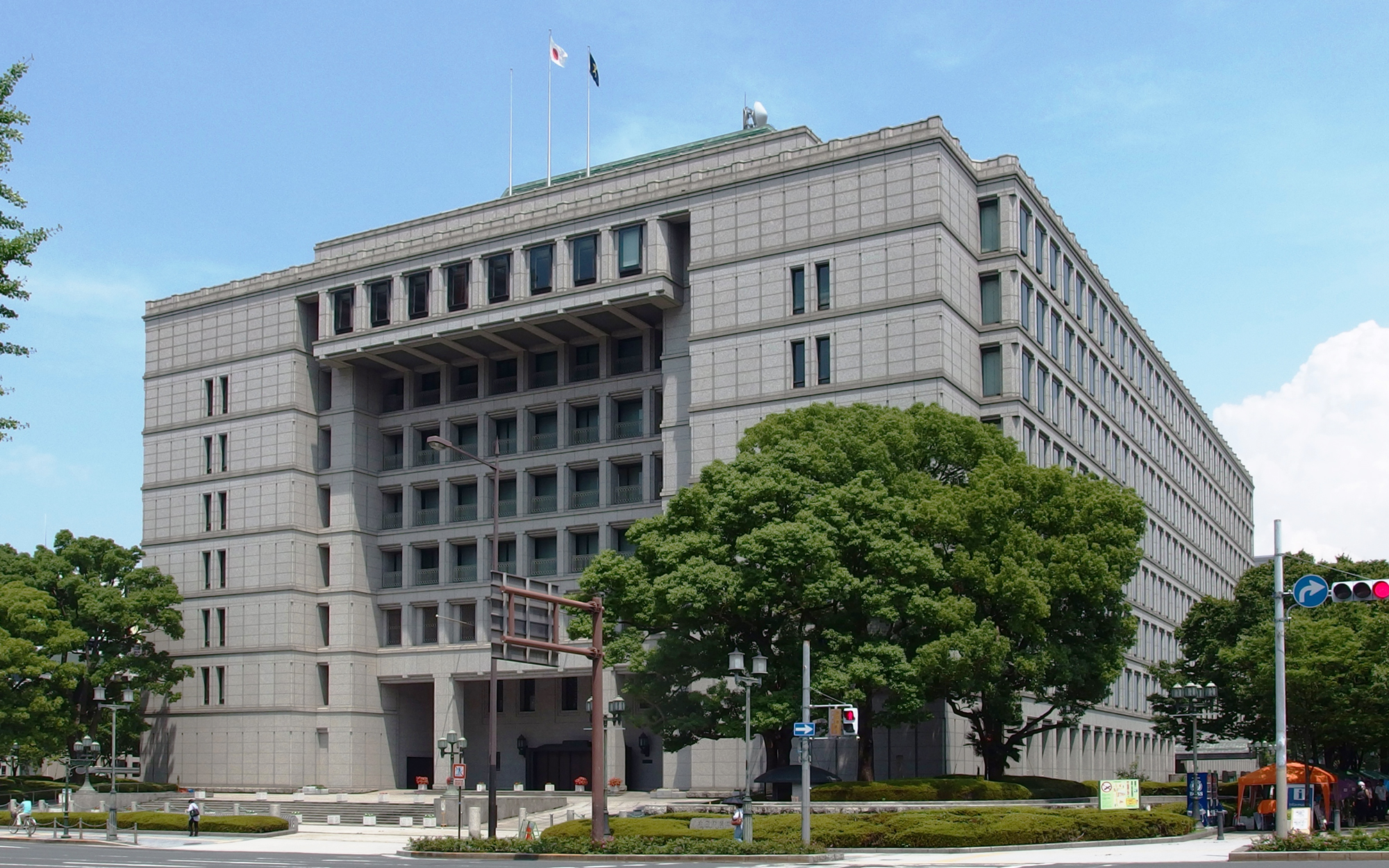
Prefeitura de Osaka

O Conselho da Cidade de Osaka é o governo local formado sob a Lei de Autonomia Local. O Conselho possui 89 cadeiras, alocadas nos 24 distritos proporcionais à sua população e reeleitos pelos cidadãos a cada quatro anos. O Conselho elege seu Presidente e Vice-Presidente. Toshifumi Tagaya (LDP) é o atual e 104º presidente desde maio de 2008. O prefeito da cidade também é eleito diretamente pelos cidadãos a cada quatro anos. Tōru Hashimoto, ex-governador da Prefeitura de Osaka é o 19º prefeito da cidade desde 2011. O prefeito é apoiado por dois vice-prefeitos, atualmente Akira Morishita e Takashi Kashiwagi, que são nomeados por ele de acordo com o estatuto da cidade.

### Cidades-irmãs
Osaka tem nove cidades-irmãs e várias cidades parceiras:
- São Francisco, Estados Unidos (1957)
- São Paulo, Brasil (1969)
- Pindamonhangaba, Brasil (2010) [14]
- Chicago, Estados Unidos (1973)
- Xangai,  República Popular da China (1974)
- Melbourne, Austrália (1974)
- São Petersburgo, Rússia (1979)
- Milão, Itália (1981)
- Hamburgo, Alemanha (1989)

Cidades parceiras
- Buenos Aires, Argentina
- Budapeste, Hungria
- Busan, Coreia do Sul
- Auckland, Nova Zelândia
- Bangkok, Tailândia
- Cidade de Ho Chi Minh, Vietnã
- Hong Kong
- Jacarta, Indonésia
- Kuala Lumpur, Malásia
- Manila, Filipinas
- Mumbai, Índia
- Seul, Coreia do Sul
- Rio de Janeiro, Brasil
- Singapura
- Tianjin, China

## Subdivisões

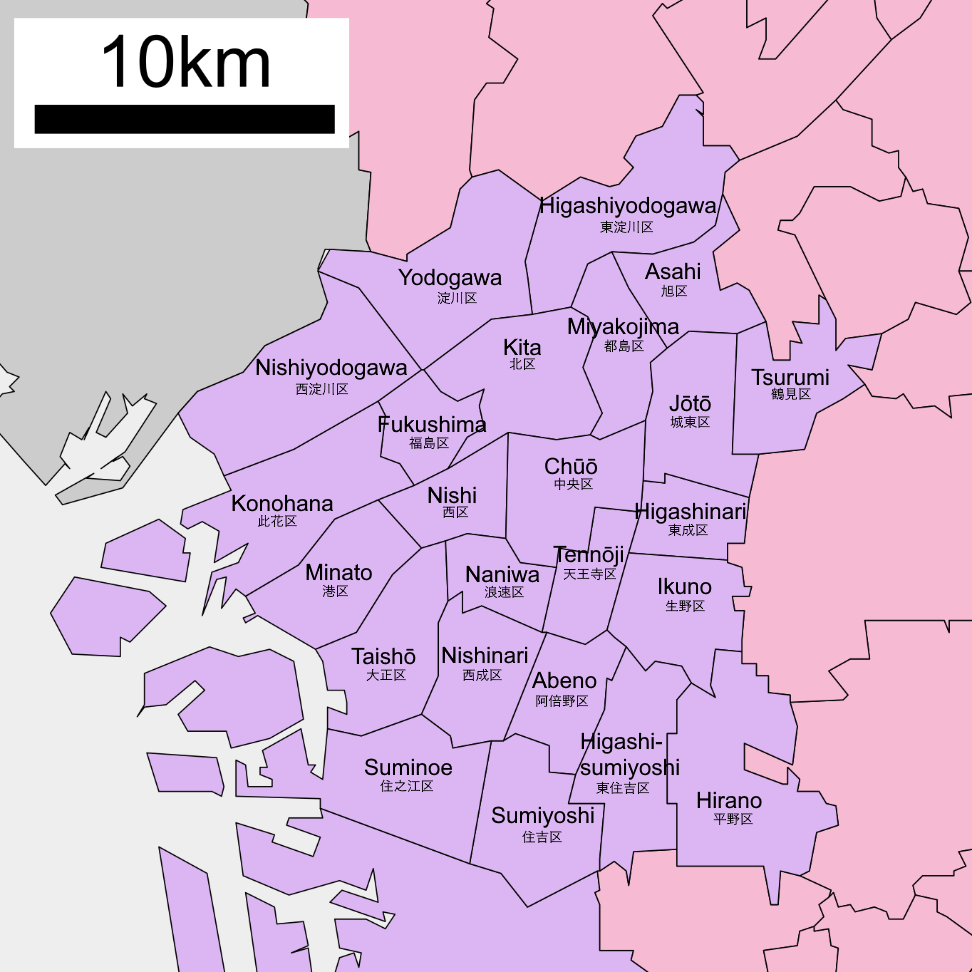
Mapa dos distritos de Osaka

O centro de Osaka é dividido em áreas conhecidas como Kita (北, "norte") e Minami (南, "sul"). Kita é o lar do distrito de Umeda e de seus bairros vizinhos, um importante centro comercial e de varejo que abriga a Estação Osaka e uma grande rede subterrânea de galerias comerciais. Kita e Nakanoshima, nas proximidades, contêm uma parte proeminente dos arranha-céus da cidade e são frequentemente apresentados em fotografias do horizonte de Osaka.
Minami, apesar de significar "sul", está essencialmente na Ala Chuo (区 区 Chuo-ku), uma região geograficamente central na cidade. Os distritos conhecidos aqui incluem as áreas comerciais de Namba e Shinsaibashi, a área de entretenimento do canal Dōtonbori, a cidade de Nipponbashi Den Den, além de áreas voltadas para a arte e cultura da moda, como Amerikamura e Horie.
Os distritos comerciais entre Kita e Minami, como Honmachi e Yodoyabashi, chamados Semba (船 場), abrigam a sede regional de muitos bancos e empresas de grande porte. A avenida Midōsuji atravessa Semba e conecta Kita e Minami.
Mais ao sul de Minami existem bairros como Shinsekai (com sua torre Tsūtenkaku), Tennoji e Abeno (com o zoológico de Tennoji, Shitennō-ji e Abeno Harukas) e a favela Kamagasaki, a maior favela do Japão.

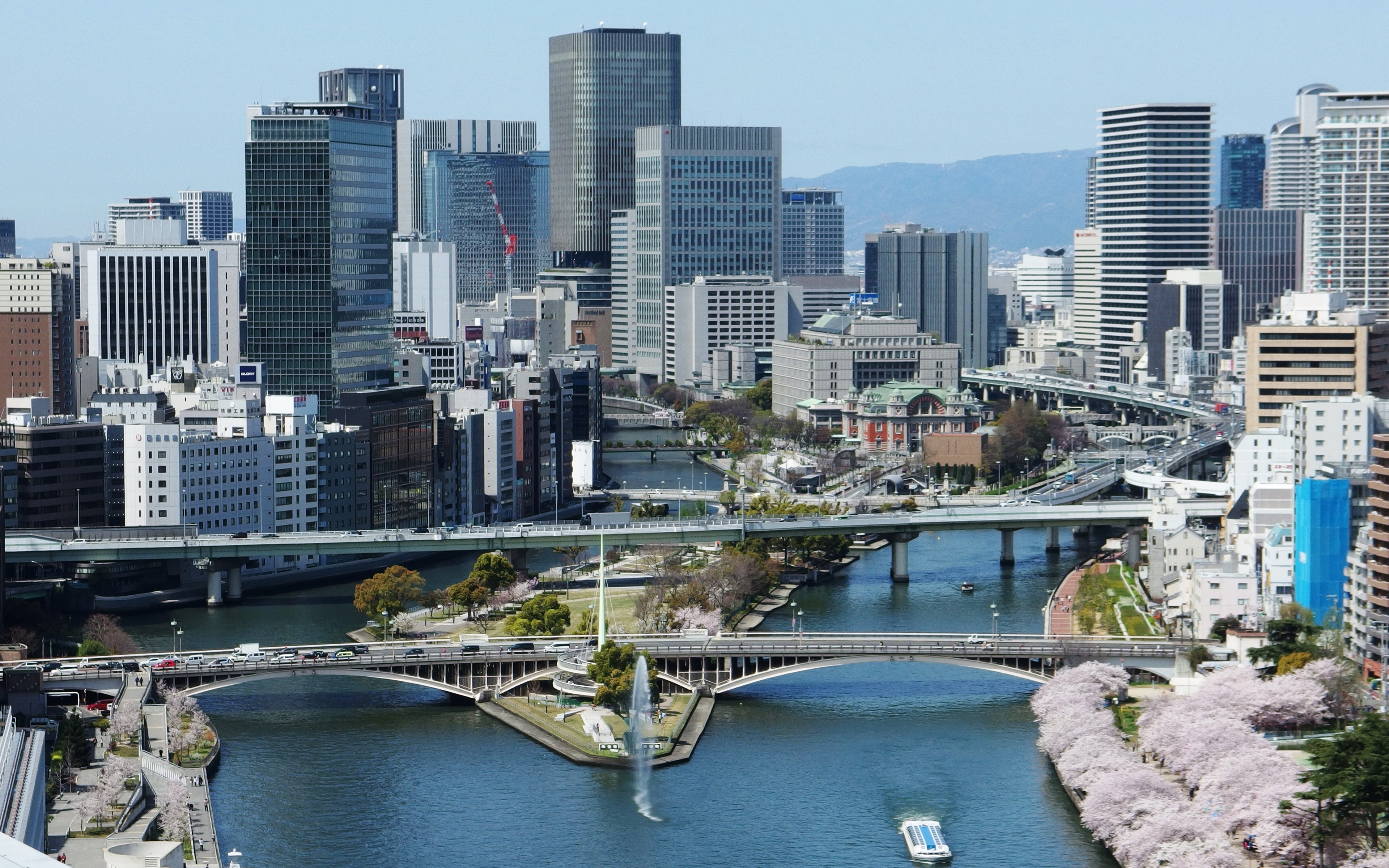
Arranha-céus em Nakanoshima.

O lado oeste da cidade é uma área de baía proeminente, que serve como seu principal porto, bem como um destino turístico com atrações como Kyocera Dome, Universal Studios Japan e Tempozan Harbour Village. A zona leste de Osaka é dividida em uma cidade separada, embora a região contenha vários bairros residenciais, incluindo Tsuruhashi Korea Town, bem como o Parque do Castelo de Osaka, o Parque Empresarial de Osaka e a estação Kyōbashi.
Osaka contém vários canais e pontes urbanas, muitos dos quais servem como homônimo para os bairros vizinhos. A frase "808 pontes de Naniwa" era uma expressão no Japão antigo usada para indicar algo "impressionante" e "incontável". Osaka tinha cerca de 200 pontes no período Edo e 1629 pontes em 1925. Como muitos canais da cidade foram gradualmente preenchidos, o número caiu para 872, dos quais 760 atualmente são administrados pela cidade de Osaka.

## Economia

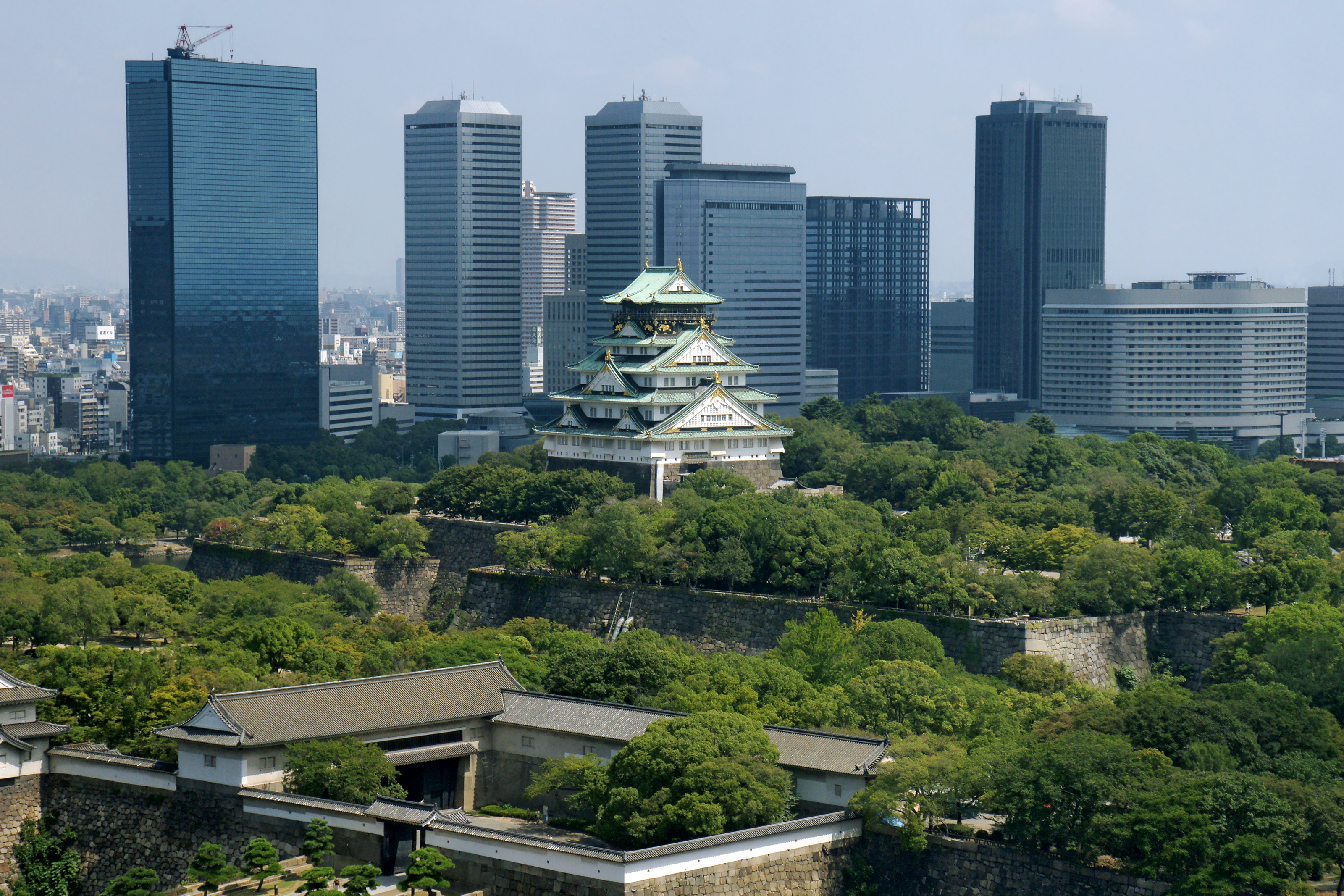
O Castelo de Osaka com os edifícios do Osaka Business Park ao fundo.

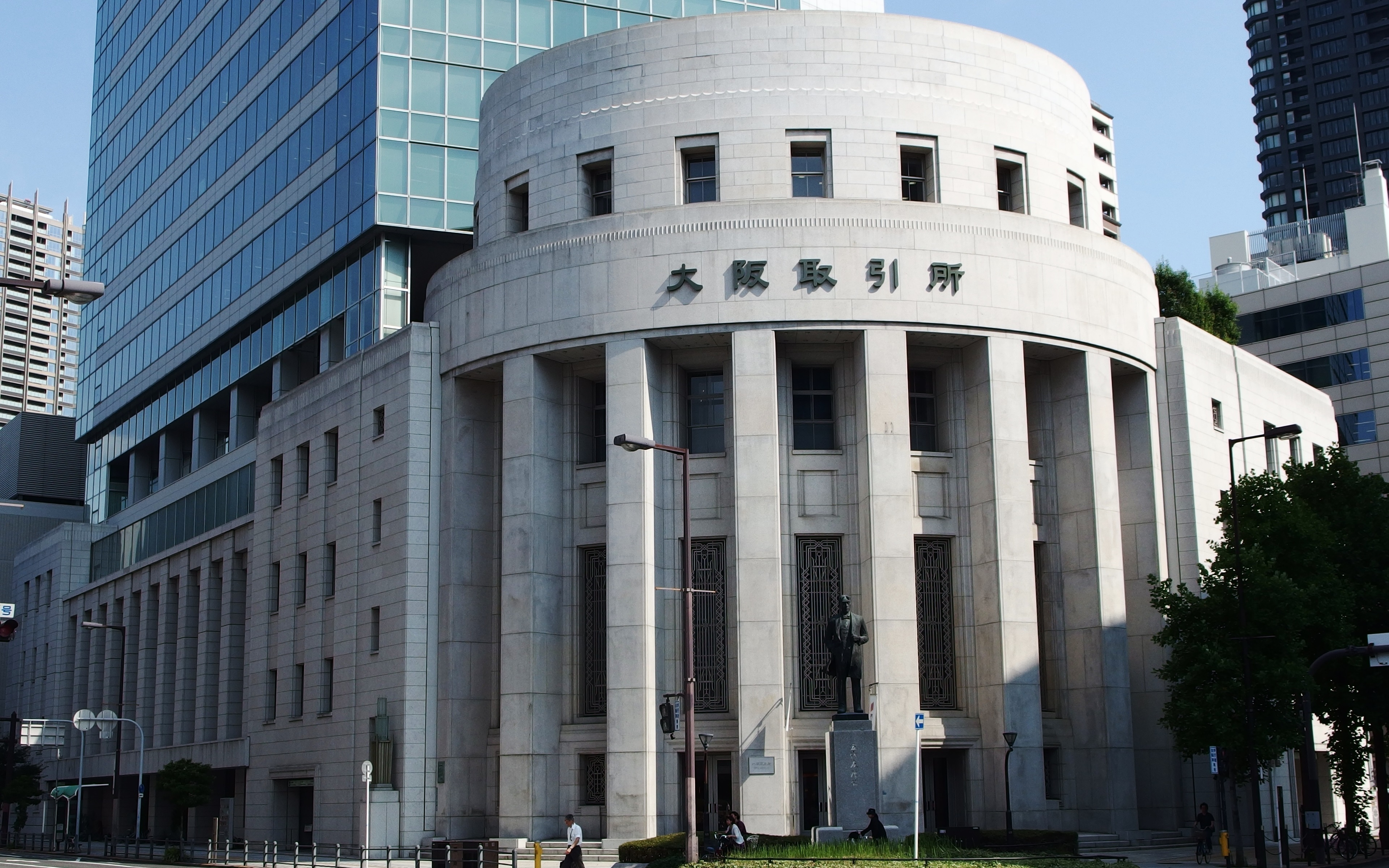
Bolsa de Valores de Osaka

O produto interno bruto da cidade de Osaka no ano fiscal de 2004 foi de 21,3 trilhões de ienes, um aumento de 1,2% em relação ao ano anterior. O número representa cerca de 55% da produção total na província de Osaka e 26,5% na região de Kinki. Em 2004, comércio, serviços e manufatura foram as três principais indústrias, representando 30%, 26% e 11% do total, respectivamente. A renda per capita na cidade era de cerca de 3,3 milhões de ienes, 10% superior à da prefeitura de Osaka. A MasterCard classificou Osaka como o 19º lugar entre as principais cidades do mundo e desempenha um papel importante na economia global.
O PIB na área maior de Osaka (Osaka e Cobe) é de 341 bilhões de dólares. Osaka, junto com Paris e Londres, tem uma das hinterlândias mais produtivas do mundo. O PIB per capita de Osaka (nominal) foi de 59 958 dólares.
Historicamente, Osaka era o centro comercial do Japão, especialmente nas idades média e pré-moderna. A Nomura Securities, a primeira corretora do Japão, foi fundada na cidade em 1925 e Osaka ainda abriga uma importante bolsa de futuros. Desde então, muitas grandes empresas mudaram seus escritórios principais para Tóquio, mas grandes multinacionais, como Panasonic, Sharp e Sanyo, ainda estão sediadas em Osaka. A cidade iniciou um programa, para atrair investimentos nacionais e estrangeiros. No Índice Global de Centros Financeiros de 2017, Osaka foi classificado como o 15º centro financeiro mais competitivo do mundo e o quinto mais competitivo da Ásia (depois de Singapura, Hong Kong, Tóquio e Xangai).
A Bolsa de Valores de Osaka, especializada em derivativos como o futuro Nikkei 225, está sediada na cidade. A fusão com a JASDAQ ajudará a Osaka Securities Exchange a se tornar a maior bolsa do Japão para empresas iniciantes.
De acordo com a empresa de consultoria global Mercer, Osaka foi a segunda cidade mais cara para funcionários expatriados no mundo em 2009. Ela subiu nove posições em relação ao 11º lugar em 2008 e foi a oitava cidade mais cara em 2007. No entanto, não foi classificada nos dez primeiros lugares da lista em 2013. A Economist Intelligence Unit (EIU) classificou Osaka como a segunda cidade mais cara do mundo em seu estudo de 2013 sobre o custo de vida.
Osaka tem um grande número de atacadistas e lojas de varejo: 25 228 e 34 707, respectivamente, em 2004, de acordo com as estatísticas da cidade. Muitos deles estão concentrados nas enfermarias de Chuō (10 468 lojas) e Kita (6 335 lojas). Os tipos de lojas variam de shoppings a galerias convencionais de shōtengai, construídas acima e abaixo do solo. As shōtengai são vistos em todo o Japão e Osaka tem a mais longa do país.

## Infraestrutura

### Educação

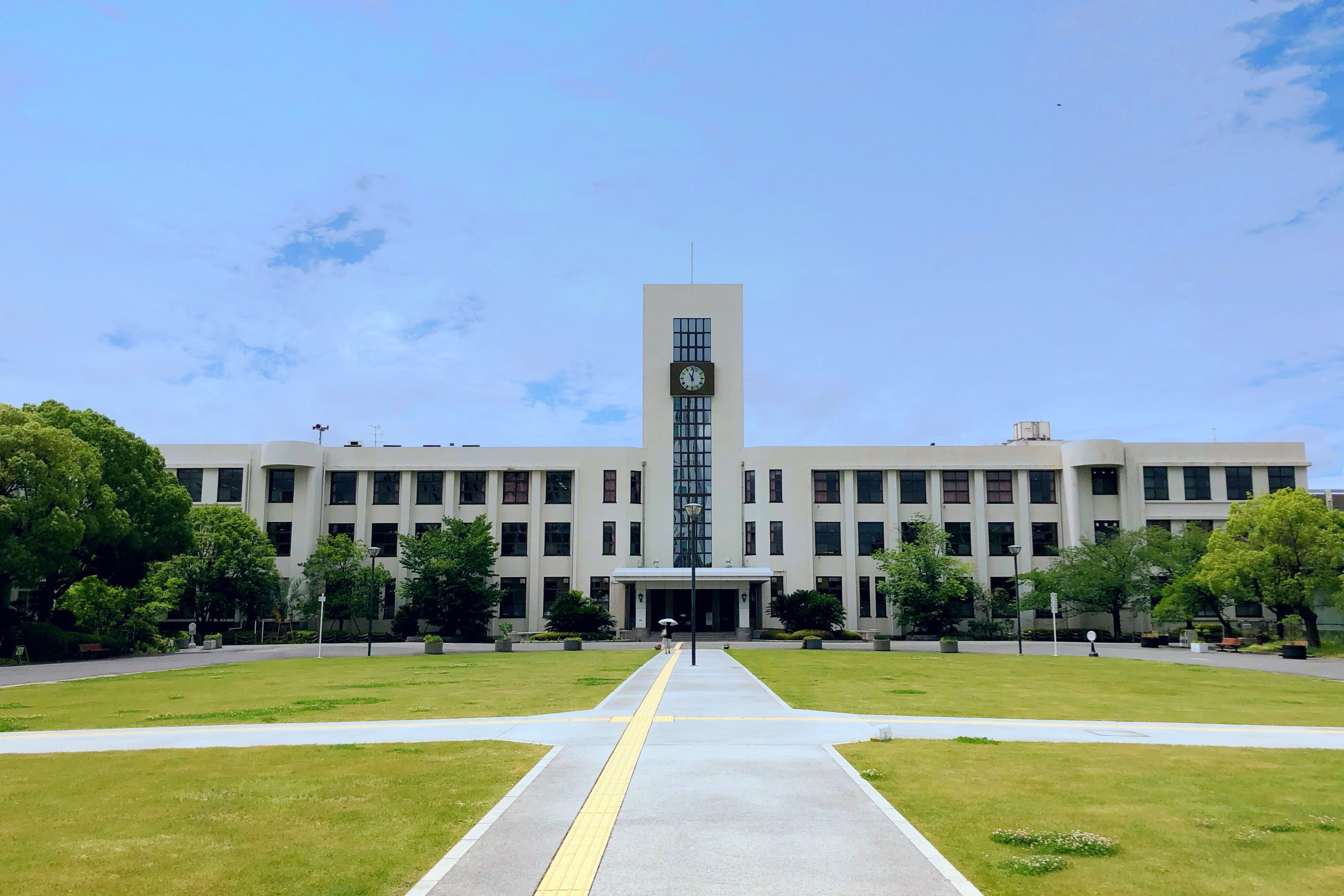
Universidade de Osaka

As escolas públicas de ensino fundamental e médio de Osaka são administradas pela prefeitura. Sua organização supervisora em questões educacionais é a Diretoria de Educação da Cidade de Osaka. Da mesma forma, as escolas públicas de ensino médio são operadas pelo Conselho de Educação da Prefeitura de Osaka. A cidade já teve um grande número de universidades e escolas secundárias, mas devido à necessidade de uma área maior, muitos optaram por se mudar para os subúrbios, incluindo a Universidade de Osaka.
Historicamente, os expatriados estrangeiros na região de Kansai preferem viver em Cobe ao invés de Osaka. Como resultado, até 1991, a área de Osaka não possuía escolas que atendessem crianças expatriadas. A Escola Internacional de Osaka de Kwansei Gakuin, fundada em 1991, está localizada na vizinha Minoh e foi a primeira escola internacional na região. O grande terremoto de Hanshin-Awaji de 1995 causou um declínio na demanda por escolas internacionais. Havia cerca de 2 500 cidadãos dos Estados Unidos residentes em Osaka após o terremoto, enquanto que o número antes do terremoto era de 5 000. O presidente da Kansai da Câmara de Comércio Americana do Japão (ACCJ), Norman Solberg, afirmou que, desde 2002, o número de expatriados em Kansai estava se recuperando, "mas o fato é que ainda há um êxodo persistente para Tóquio".

### Transportes

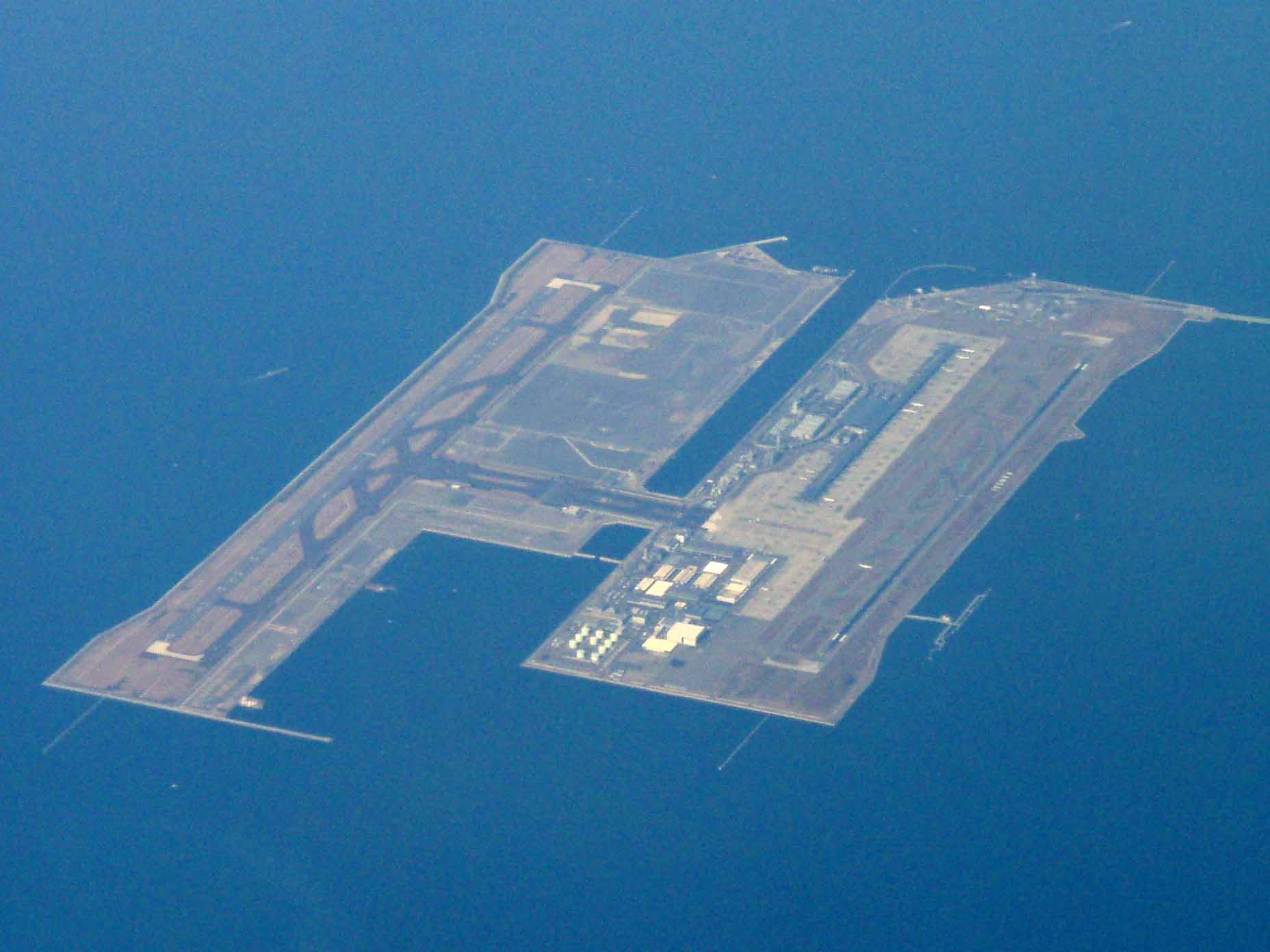
Aeroporto Internacional de Kansai, uma ilha artificial no meio da Baía de Osaka.

A Grande Osaka possui uma extensa rede de linhas ferroviárias, comparável à da Grande Tóquio. As principais estações da cidade incluem Umeda (梅田), Namba (難), Shinsaibashi (心 斎), Tennōji (天王寺), Kyōbashi (京) e Yodoyabashi (淀 屋). Osaka se conecta às cidades e subúrbios vizinhos por meio da JR West Urban Network, além de inúmeras linhas privadas.
Somente o sistema de metrô de Osaka ocupa a 8ª posição no mundo em número anual de passageiros, atendendo a mais de 912 milhões de pessoas por ano (um quarto dos 4 bilhões de passageiros anuais do Sistema Ferroviário do Grande Osaka), apesar de ter apenas oito das mais de 70 linhas na área metropolitana. Todos os trens Shinkansen, incluindo Nozomi, param na estação Shin-Osaka e fornecem acesso a outras grandes cidades do Japão, como Cobe, Quioto, Nagoia, Iocoama e Tóquio.
Osaka é servida por dois aeroportos fora da cidade, o Aeroporto Internacional de Kansai, que opera principalmente voos internacionais de passageiros, e o Aeroporto Internacional de Osaka, que opera principalmente serviços domésticos e alguns voos internacionais de carga.
Devido à sua posição geográfica, as conexões internacionais de balsas de Osaka são muito maiores que as de Tóquio, com serviço internacional para Xangai e Tianjin, na China, e para a Coreia do Sul, além de rotas domésticas para Kitakyushu, Kagoshima, Miyazaki e Okinawa.

## Cultura

### Museus

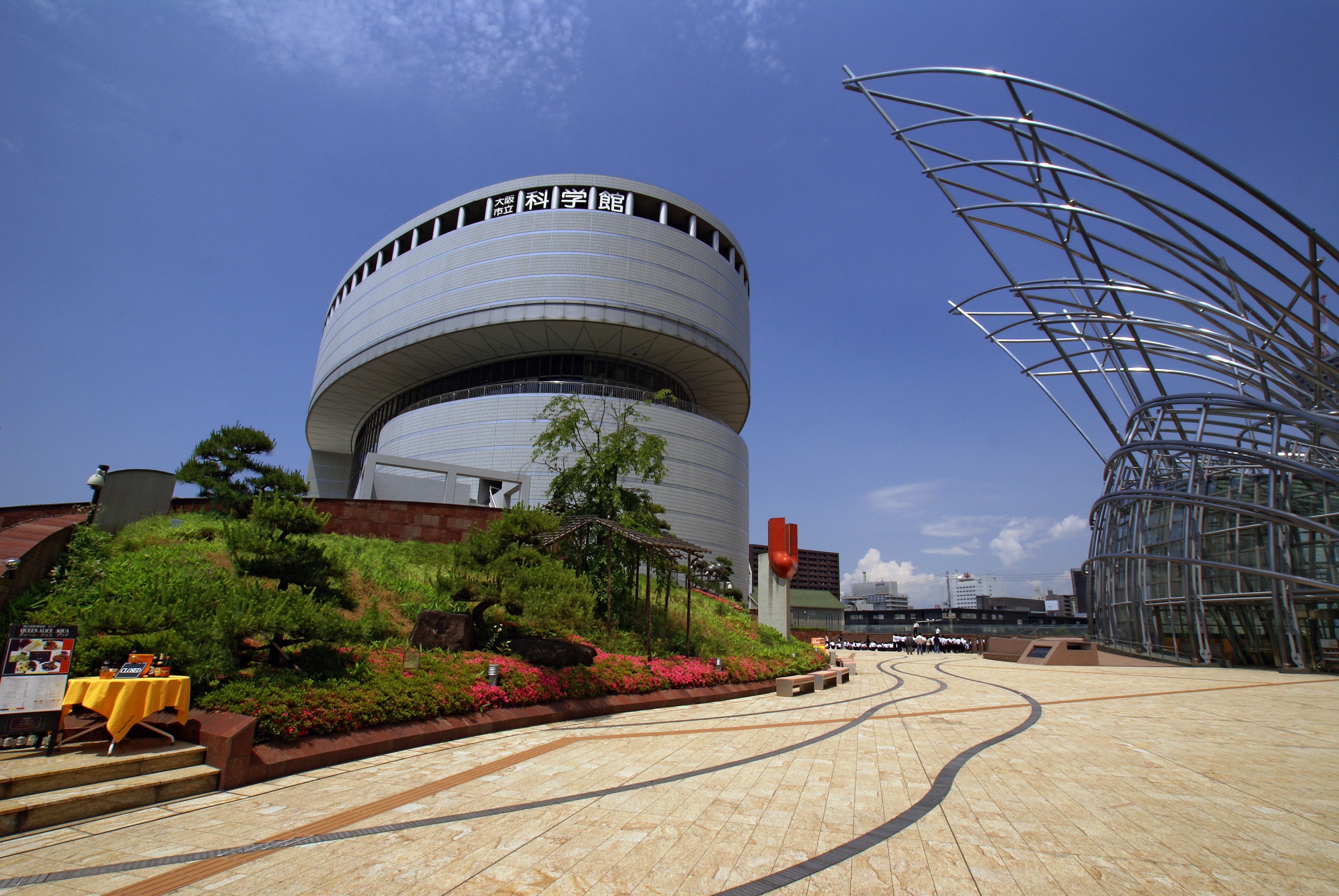
Museu de Ciência ao lado do Museu Nacional de Arte (direita)

O Museu Nacional de Arte (NMAO) é um museu subterrâneo de arte japonesa e internacional, que abriga principalmente coleções da época do pós-guerra e recebe regularmente exposições temporárias. O Museu de Ciência fica em um prédio de cinco andares ao lado do Museu Nacional de Arte, com um planetário e um teatro OMNIMAX. O Museu de Cerâmica Oriental possui mais de 2 000 peças de cerâmica da China, Coreia, Japão e Vietnã, exibindo alguns de seus celadons coreanos sob luz natural. O Museu Municipal de Arte fica dentro do parque Tennōji, com mais de 8 000 peças de pinturas e esculturas japonesas e chinesas. O Museu de História de Osaka, inaugurado em 2001, está localizado em um edifício moderno de 13 andares com vista para o Castelo de Osaka. Suas exposições cobrem a história da cidade desde a pré-história até os dias atuais. O Museu de História Natural abriga uma coleção relacionada à história e à vida natural.

### Culinária

Um chef se prepara para o turno noturno em Umeda

Osaka é conhecida por sua comida, no Japão e no exterior. O autor Michael Booth e o crítico de alimentos François Simon, do Le Figaro, sugeriram que Osaka é a capital mundial da comida. O amor dos locais pela culinária é aparente no velho ditado "Quioto é arruinada financeiramente por gastar demais em roupas, Osaka é arruinada por gastar em comida." A culinária regional inclui okonomiyaki (お好み焼き, bolo de massa frito), takoyaki (きこ焼き, polvo em massa frita), udon (んどん, um prato de macarrão), bem como o oshizushi tradicional (し 寿司, sushi prensado), particularmente battera (バッテラ).
Osaka também é conhecida por seu saquê, que é feito com água fresca das montanhas da prefeitura. A prevalência culinária da cidade é o resultado de ela estar localizada em uma região que fornecia acesso a ingredientes de alta qualidade, uma alta população de comerciantes e proximidade com o comércio marítimo e hidroviário. Nos últimos anos, Osaka começou a atrair mais atenção de estrangeiros com o aumento da popularidade da culinária e da gastronomia japonesa na cultura popular.

### Esportes

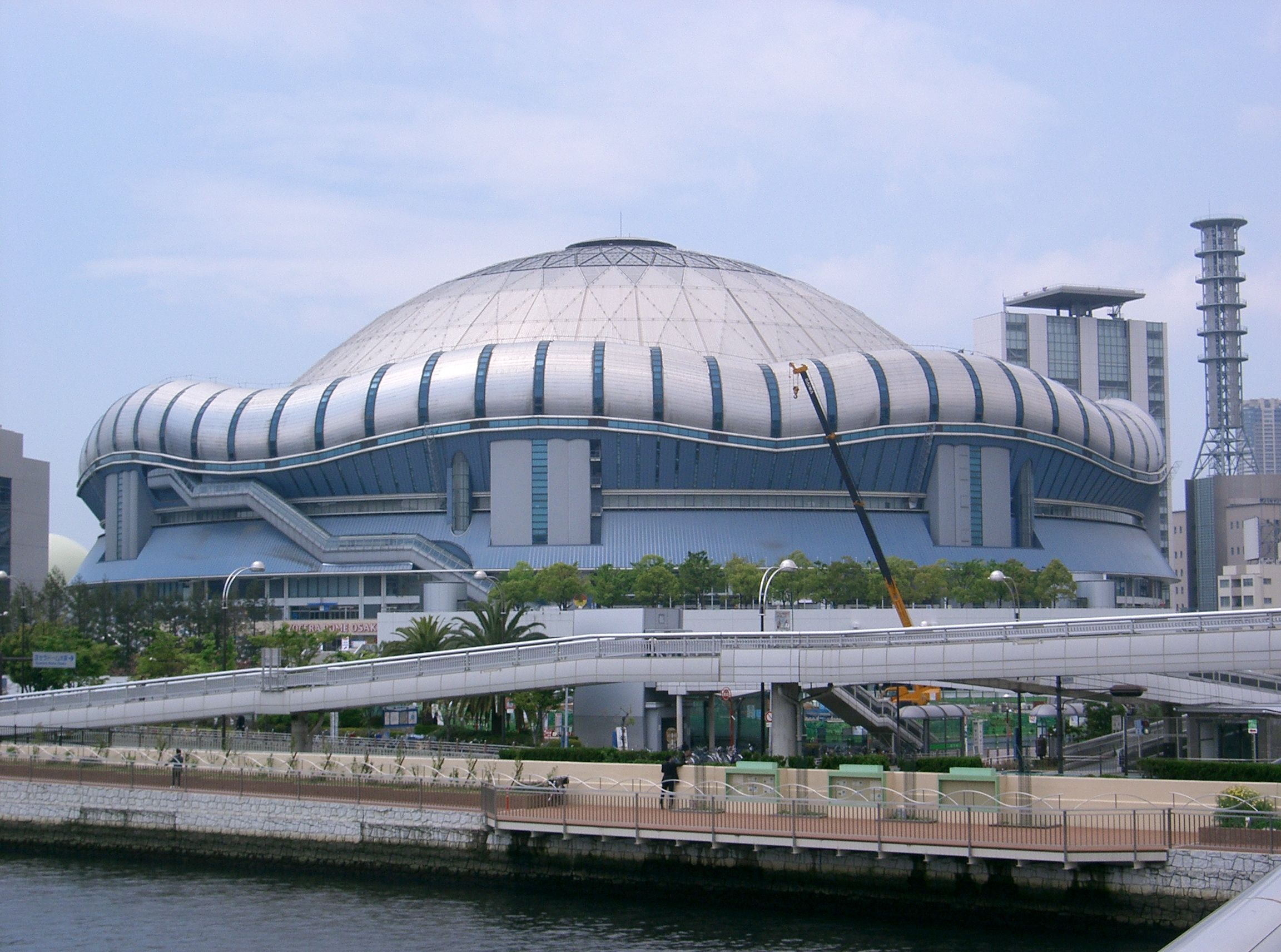
Osaka Dome, casa do Orix Buffaloes.

Osaka abriga cinco equipes esportivas profissionais: uma delas é o Orix Buffaloes, uma equipe da Nippon Professional Baseball e que joga em casa no Osaka Dome.
Existem três clubes de futebol da J.League: o Gamba Osaka, que joga em casa no Estádio de Futebol da Cidade de Suita, o Cerezo Osaka, que joga seus jogos em casa no Estádio Yodoko Sakura (antigo Estádio Kincho) e o Football Club Osaka, que joga como mandante no Hanazono Rugby Stadium.
A cidade abriga ainda o Osaka Evessa, um time de basquete que joga na B.League.
O Haru Basho (場所 場所, "Torneio da Primavera"), um dos seis torneios regulares de sumô profissional, é realizado anualmente em Osaka no Ginásio da Prefeitura de Osaka. Outro grande evento esportivo anual que ocorre é a Maratona Internacional Feminina de Osaka. Outro evento anual realizado no Nagai Stadium são os jogos do Osaka Gran Prix Athletics, operados pela Associação Internacional das Federações de Atletismo (IAAF) em maio.
Osaka foi uma das cidades-sede do Campeonato Mundial de Voleibol Feminino, nas edições de 1998, 2006 e 2010. Osaka é o lar da Federação Japonesa de Bandy criada em 2011 e a introdução do bandy, na forma de rink bandy, foi feita na cidade. Em julho de 2012, foi organizado o primeiro Festival Japonês de Bandy.